# Paul Federer
Paul Federer (* 14. Juli 1950; heimatberechtigt in Berneck) ist ein Schweizer Politiker (FDP). Er war von Februar 2010 bis Juni 2017 Regierungsrat des Kantons Obwalden und leitete das Bau- und Raumentwicklungsdepartement und stellvertretend das Bildungs- und Kulturdepartement.

## Leben
Seine politische Laufbahn begann Federer als Schulrat in Gossau. Von 2002 bis 2007 war er Gemeinderat der Einwohnergemeinde Sarnen. Von 2008 bis 2010 amtete er als Gemeindepräsident von Sarnen. Er stand dem Sozial- und Gesundheitsdepartement und ab 2008 auch dem Baudepartement der Gemeinde Sarnen vor.
Bei der Ersatzwahl für den zurückgetretenen Regierungsrat Hans Matter am 29. November 2009 konnte sich von den beiden angetretenen Kandidaten Federer gegen Martin Odermatt (SVP) mit 6876 zu 6639 Stimmen durchsetzen. Sein Amtsantritt als Regierungsrat erfolgte zum 1. Februar 2010. Im Amtsjahr 2012/2013 war Federer Landstatthalter (Vizepräsident des Regierungsrats) und im Amtsjahr 2013/2014 Landammann (Präsident des Regierungsrats). Zum Ende des Amtsjahres 2016/2017 trat er zurück, sein Nachfolger wurde Josef Hess, der im Dezember 2016 in stiller Wahl gewählt wurde.
Am 18. September 2014 wurde Paul Federer durch die Plenarversammlung der Schweizerischen Bau-, Planungs- und Umweltdirektoren-Konferenz (BPUK) zu deren Präsidenten gewählt.
Paul Federer ist diplomierter Ingenieur FH/STV und wohnt mit seiner Frau in der Gemeinde Sarnen.